# Gazanfar Musabekov
Gazanfar Mahmud oglu Musabekov o Musabeyov (azero: Qəzənfər Mahmud oğlu Musabəyov; Pirəbədil, 26 luglio 1888 – Mosca, 9 febbraio 1938) è stato un rivoluzionario azero bolscevico e politico sovietico.
È stato presidente del Comitato esecutivo centrale dell'Unione Sovietica della RSS dell'Azerbaigian dal 1929 al 1931 e ha guidato il governo della RSFS transcaucasica dal 1931 al 1936. Durante la Grande Purga, Musabekov fu prima prima rimosso dal Comitato Centrale e poi arrestato (giugno 1937), accusato di complotto contro lo stato sovietico, condannato a morte e giustiziato il giorno del verdetto, 9 febbraio 1938. Nel corso dello stesso anno sarebbero stati giustiziati sua sorella, Ajna Sultanova, una delle prime rivoluzionarie azere e Commissaria del Popolo alla Giustizia della RSS dell'Azerbaigian, e suo cognato, Hamid Sultanov, mentre gli sarebbero sopravvissuti la moglie Arifa Akhmed kysy Musabekowa (Арифа Ахмед кызы Мусабекова) e la madre Diba Hussein kysy Musabekowa (Диба Гусейн кызы Мусабекова).
Gli è stata intitolata una nave da carico azera.